# 读书 (杂志)
《读书》是一份由生活·读书·新知三联书店在中国大陆出版的人文学术月刊，创刊于1955年，名《读书月报》，1960年后停刊，1979年以《读书》名复刊。内容以书评为主，多为学术性探讨。
《〈读书〉创刊三十周年告读者》一文称，该杂志自创刊即定位为“以书为中心的思想文化评论刊物”，既有别于专业学术研究刊物，也有别于一般大众通俗刊物，读者对象为关注思想文化领域及相应书籍出版的中级以上知识分子。
主要栏目：书评、著译者言、短长书、读书平台、读书短札等。
漫画家丁聪从创刊起曾长期为该杂志绘制漫画，每期两幅，内容一般为针砭时弊，并曾设计版式。目前，每一期的封二为“画说”栏目：黄永厚作画，陈四益撰文。书内另有赵汀阳漫画一幅。